# Kangerjärvi
Kangerjärvi är en sjö i Finland. Den ligger i kommunen Kuusamo i landskapet Norra Österbotten, i den nordöstra delen av landet, 700 km norr om huvudstaden Helsingfors. Kangerjärvi ligger 284,1 meter över havet. Den är 4,06 meter djup. Arean är 2,14 kvadratkilometer och strandlinjen är 15,2 kilometer lång. Sjön  ingår i Koundaälvens huvudavrinningsområde.   
I övrigt finns följande i Kangerjärvi:
- Verkkosaari (en ö)
- Korkeasaari (en ö)
- Iivanasaari (en ö)
- Pikku-Iivana (en ö)
- Peräsaari (en ö)

I övrigt finns följande vid Kangerjärvi:
- Kuontijärvi (en sjö)